# Ljungåsa göl
Ljungåsa göl är en sjö i Svenljunga kommun i Västergötland och ingår i Ätrans huvudavrinningsområde.